# 中国科学院动物研究所

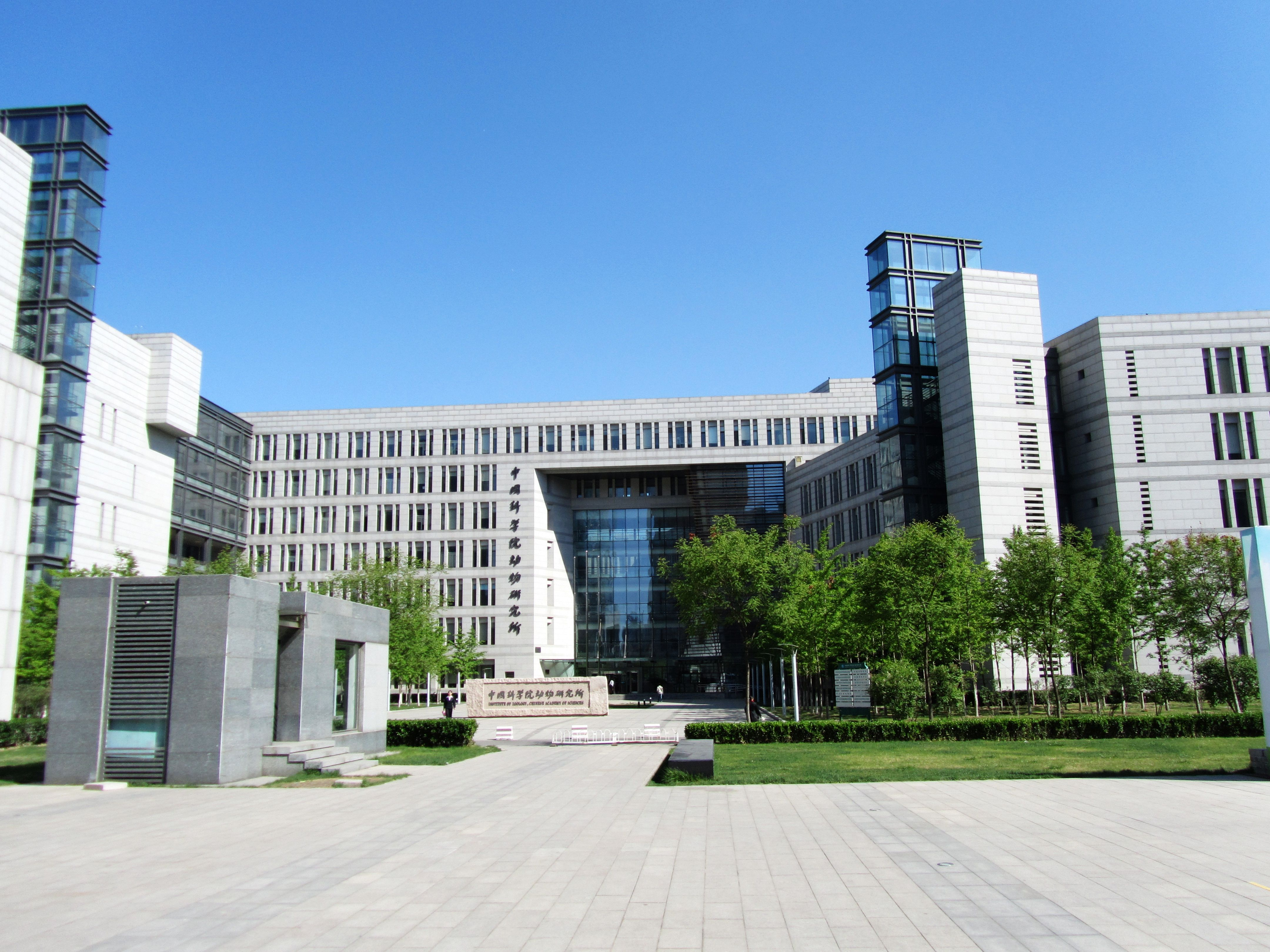
中国科学院动物研究所所址，位于北京市朝阳区北辰西路1号院5号，国家动物博物馆北侧。

中国科学院动物研究所是中国科学院下属研究机构，位于北京，是一个以动物科学基础研究为主的社会公益型国家级科研机构。

## 历史
中国科学院动物研究所前身為於1928年成立的静生生物调查所、1929年成立的北平研究院动物学研究所和1930年成立的中央研究院动物研究所。1950年，中国科学院接收了上述三个研究所（特别是静生生物调查所与北平研究院）的部分资料、标本和设备，成立了中国科学院昆虫研究室和动物标本整理委员会。
动物标本整理委员会（1951年5月改名为动物标本工作委员会）成员为：陳楨、劉承釗、張璽、張春霖、壽振黄、陳義、王凤振及鄭作新等，并由陳楨、劉承釗分别兼任正副主任委员，鄭作新兼任秘书。
昆虫研究室和动物标本工作委员会分别于1953年和1957年进一步发展为昆虫研究所和动物研究所，之后1962年两所合并成为现在的动物研究所。
1965年，中国科学院将中国科学院动物研究所的动物生态室和昆虫生态室并入中国科学院西北高原生物研究所。
由中国科学院动物研究所分出的中国科学院发育生物学研究所于2001年并入原中国科学院遗传研究所，成立中国科学院遗传与发育生物学研究所。 

## 特点
动物研究所设有农业虫害鼠害综合治理研究国家重点实验室、干细胞与生殖生物学国家重点实验室、膜生物学国家重点实验室三个国家重点实验室，以及动物生态与保护生物学院重点实验室和动物进化与动物进化与系统学院重点实验室，两个中科院重点实验室。
动物研究所挂靠的学术组织有：中国昆虫学会、中国动物学会、中华人民共和国濒危物种科学委员会、国际动物学会、国际野生生物保护学会。
动物研究所主办的学术刊物有《Insect Science》、《Integrative Zoology》、《Current Zoology》、《昆虫学报》、《动物分类学报(英文版)》、《动物学杂志》、《应用昆虫学报》等。